# رامو توكاشيكي
رامو توكاشيكي (باليابانية: 渡嘉敷来夢) مواليد 11 يونيو 1991 في كيتا، هي لاعبة كرة سلة يابانية. بدأت مسيرتها الاحترافية في سنة 2010. تلعب مع سياتل ستورم في دوري الاتحاد الوطني لكرة السلة النسائية. وتحمل الرقم 7. يبلغ طولها 6 قدم 4 بوصة (1.93 م). مثلت منتخب بلادها. شاركت في دورة الألعاب الأولمبية الصيفية سنة 2016.

## روابط خارجية
- رامو توكاشيكي على موقع الاتحاد الدولي لكرة السلة (الإنجليزية)
- رامو توكاشيكي على موقع الاتحاد الوطني لكرة السلة النسائية (الإنجليزية)
- رامو توكاشيكي على موقع كرة السلة الأوروبية.كوم (الإنجليزية)
- رامو توكاشيكي على موقع بروبوليرز (الإنجليزية)
- رامو توكاشيكي على موقع سبورتس رفرنس (الإنجليزية)
- رامو توكاشيكي على موقع سبورتس رفرنس (الإنجليزية)
- رامو توكاشيكي على موقع أوليمبيديا (الإنجليزية)